# Pålmark

Pålmark är en mindre by i norra Piteå kommun. Byn är belägen vid Pålmarksträsket uppströms Alterälven nordväst om Norrfjärden cirka 6 kilometer från avfarten vid E4. Författarinnan Liza Marklund är uppvuxen i byn.

## Historia
Pålmark var i historisk tid en del av den gamla byn Porsnäs, en by som idag är inkorporerad med Norrfjärden. Det första hemmanet med namnet "Pålmark" skrevs in under byn Porsnäs fram tills Pålmark blev en egen by.